# 土樽站
土樽站（日语：／ Tsuchitaru eki */?）是位於新潟縣南魚沼郡湯澤町大字土樽，東日本旅客鐵道（JR東日本）的上越線車站。
此站位於清水隧道北邊出口附近。另外，此站（正確來說是上行線清水隧道高崎一方出口附近）至宮內站（連接信越本線）之間由新潟分社管轄。

## 歷史
曾經在上越線進行敷設工程之際，為了準備在附近困難地段（清水隧道、松川展線）建設路軌，現在在土樽站附近曾經敷設16km的輕便鐵道線至湯澤。
- 1931年（昭和6年）9月1日：鐵道省上越線水上站至越後湯澤站之間開通，土樽號誌站啟用。
- 1933年（昭和8年）12月8日：只限在滑雪季節開設旅客業務。

在1935年1月時間表中，下行4班定期列車臨時停站，3班臨時滑雪列車停站。
- 1941年（昭和16年）1月10日：升級至車站，名為土樽站。成為旅客車站。
- 1945年（昭和20年）12月15日：開設貨物起卸業務（為一般車站）。
- 1961年（昭和36年）10月1日：結束貨物起卸業務（變回旅客車站）。
- 1984年（昭和59年）2月1日：結束行李起卸業務。
- 1987年（昭和62年）4月1日：伴隨國鐵分割民營化，車站由東日本旅客鐵道（JR東日本）營運。

## 車站構造
此站是地面車站，設有2面2線的相對式月台。車站大樓位於上行線側。兩月台之間設有跨線橋連接。
此站是由越後湯澤站管理的無人車站。
曾經此站設有2面2線的相對式月台（副本線）和2線的通過線（本線），共有2面4線的月台。在2008年（平成20年）6月3日至26日之間進行月台工程，把副本線廢止並於本線上設置月台，形成現時的構造。在工程期間，所有列車通過此站，越後中里站與此站之間設有巴士和的士替代運輸。

### 月台
| 月台 | 路線    | 上下行 | 方向               |
| ---- | ------- | ------ | ------------------ |
| 1    | ■上越線 | 上行   | 水上、高崎方向     |
| 2    | ■上越線 | 下行   | 越後湯澤、長岡方向 |

參考

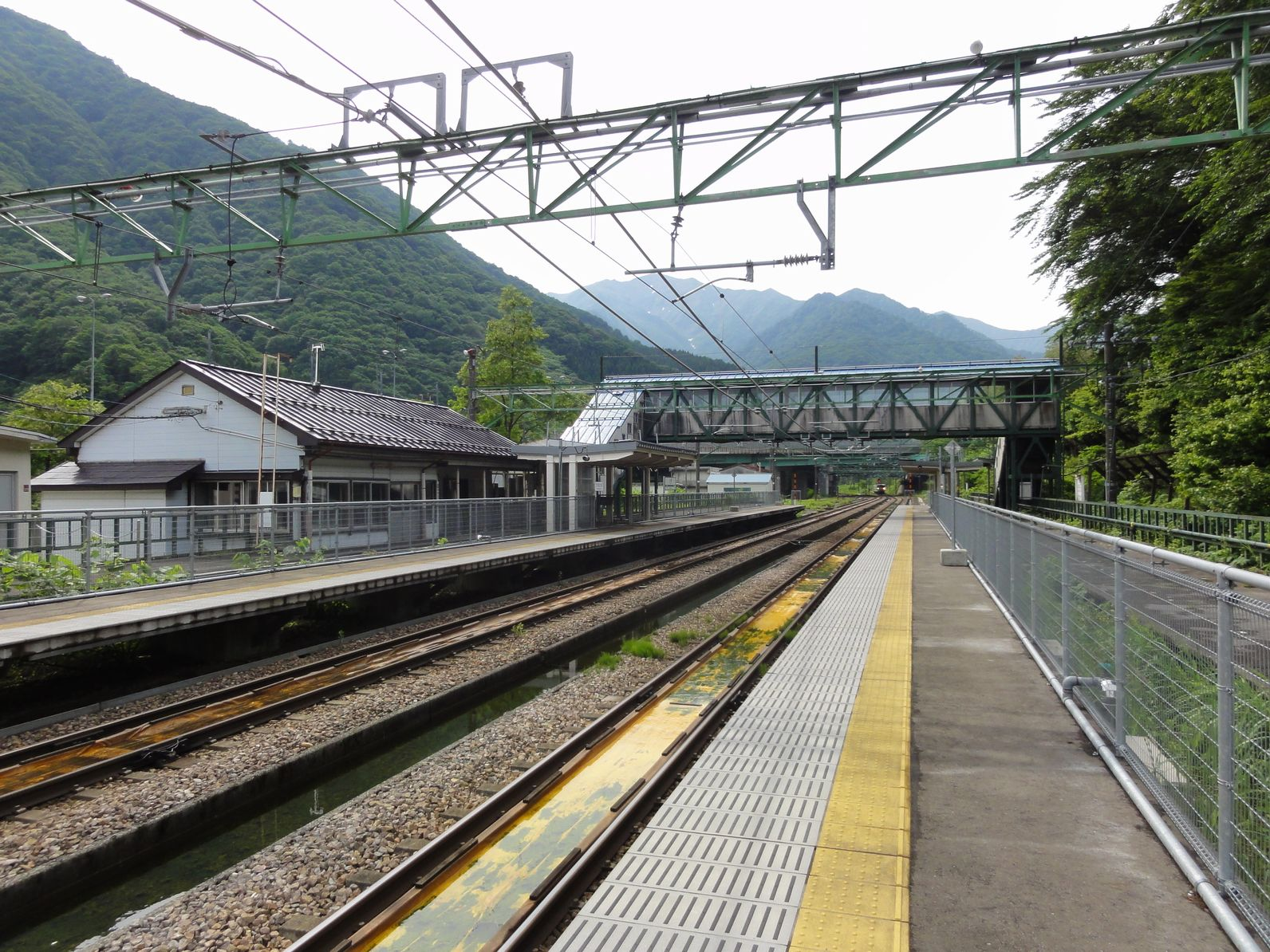
月台 後方為長岡方向
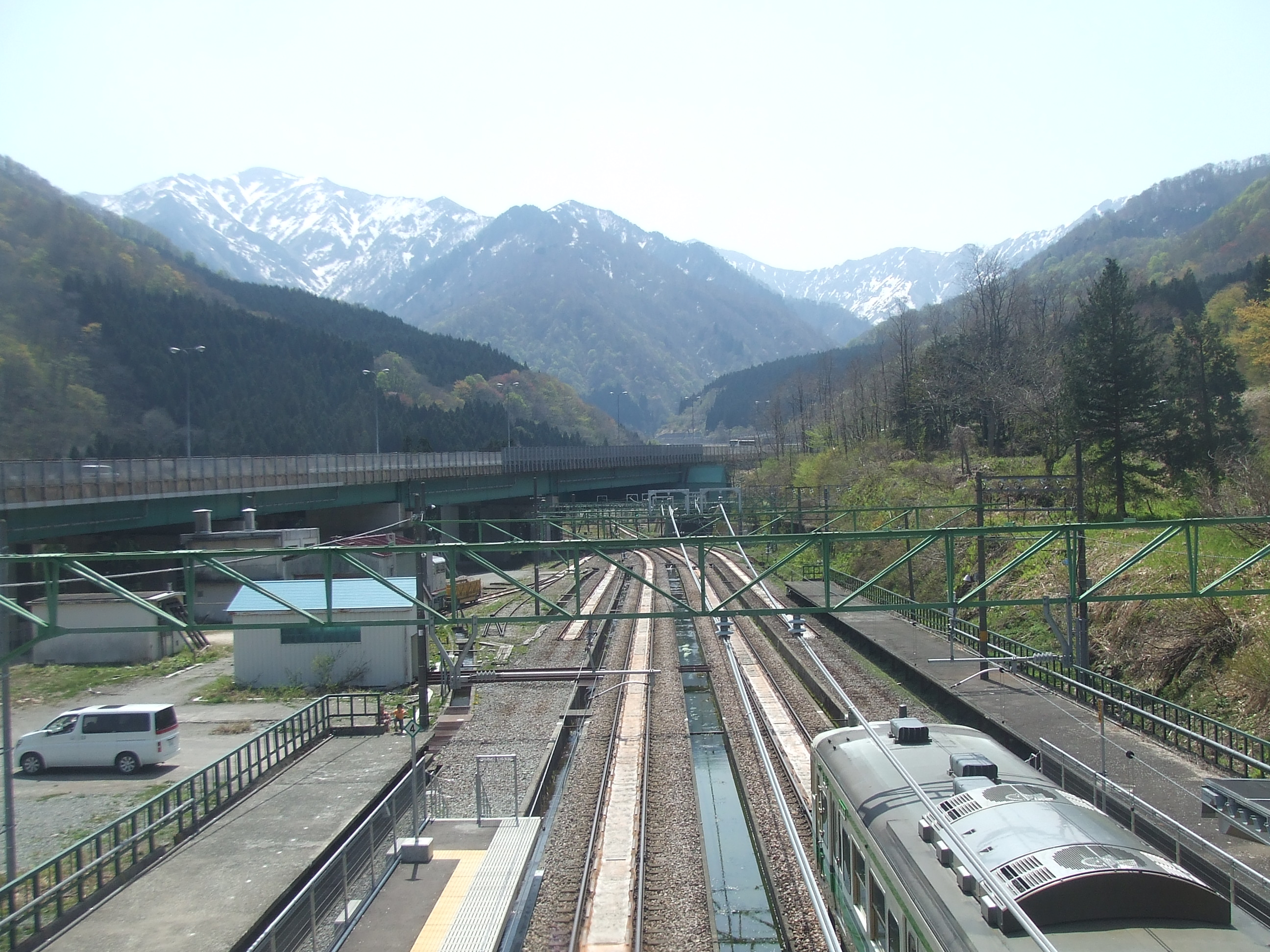
月台望向水上一方（2009年5月）

## 車站周邊

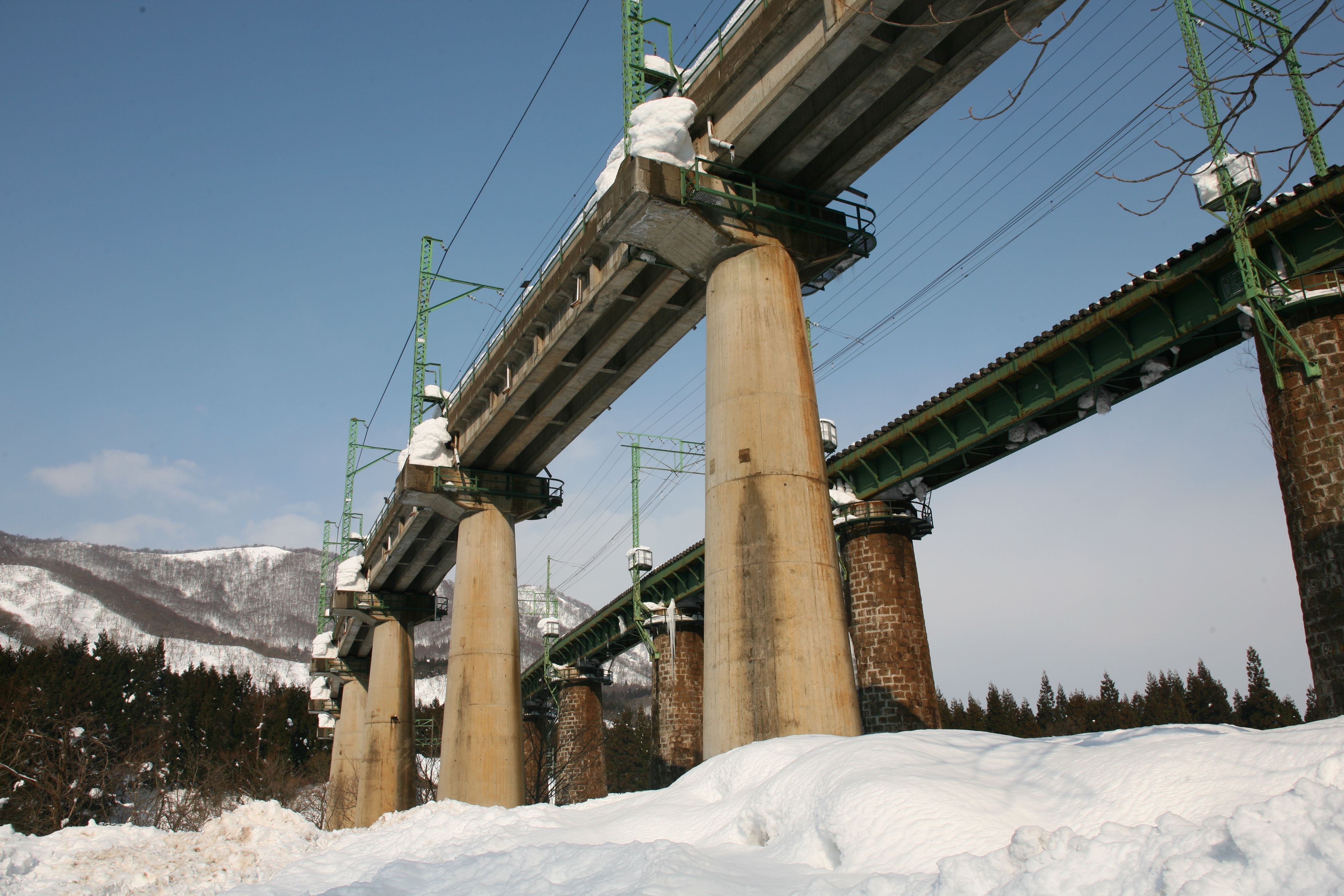
毛渡澤橋樑

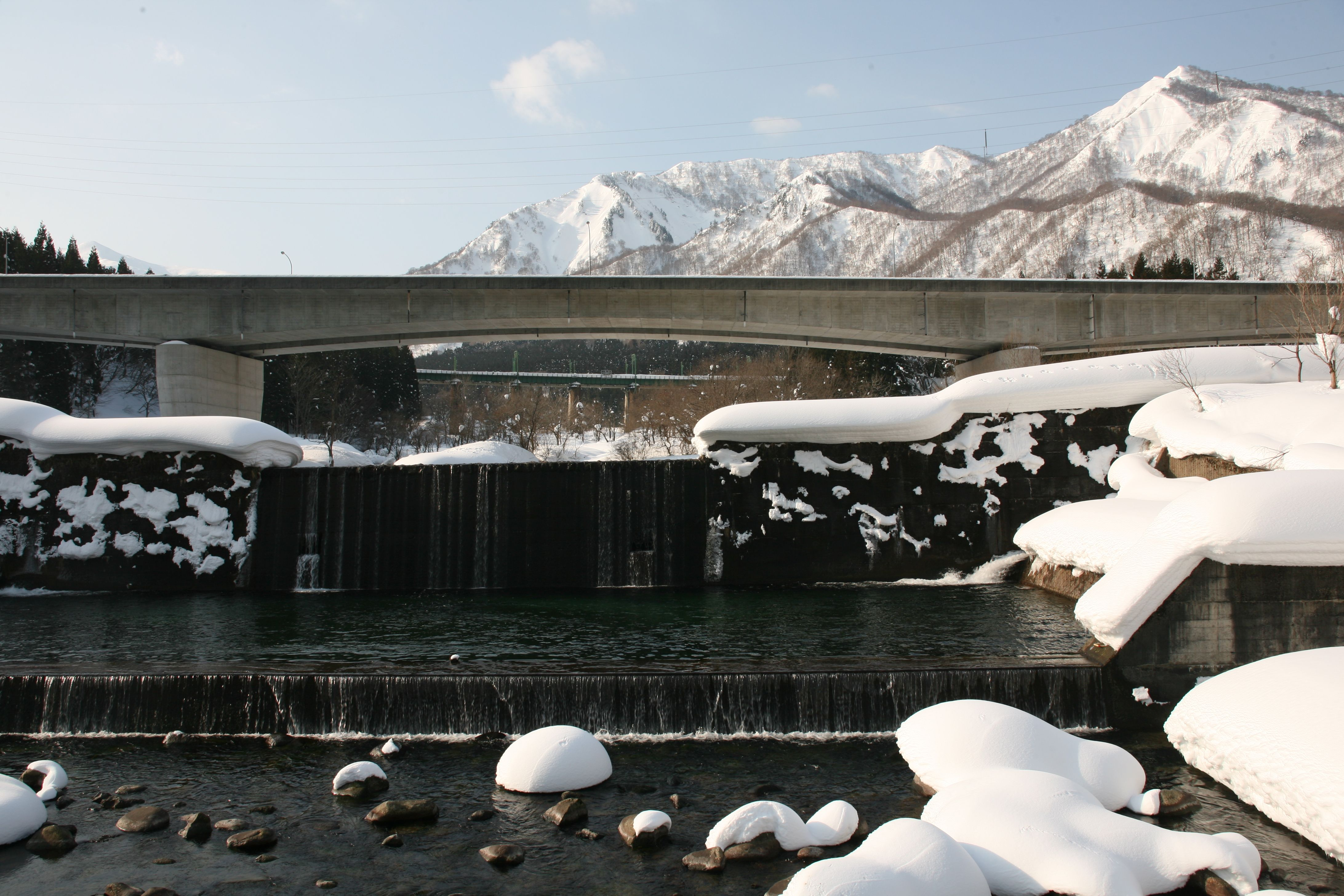
從關越自動車道望向鐵路橋與毛渡澤橋樑

車站名稱取自「舊·土樽村」，但是舊土樽村的中心是位於現時越後中里站附近，車站周邊沒有居民。車站附近設有東京發電的水力發電站——土樽發電站（7,000kW）。發電站在1974年（昭和49年）起無人當值。在上行線月台旁設有關越自動車道通過，車站東邊設有土樽休息區。
另外，此站附近流過的毛渡澤是溪流釣地點。上越線毛渡澤橋樑在2017年度選定為土木遺產。
從前的設施
- 土樽湯雪場（日语：土樽スキー場）：下行月台步行3分鐘，只可從車站直達滑雪場。在2004年（平成16年）結業。
- 土樽山莊青年旅社（日语：ユースホステル土樽山荘）：在下行月台設有資訊板。在2009年4月10日結業。

登山口
- 吾策新道（日语：吾策新道）

## 巴士路線

包含此站在內的南越後觀光巴士路線圖

越後交通集團下的南越後觀光巴士設有巴士路線前往越後湯澤站方向。但是沒有巴士路線前往群馬縣方向。
- YT 湯澤＝湯澤學園＝中里＝土樽 線[6]
最近此站的巴士站是在湯澤方向1公里處的「土樽」（YT24）巴士站。截至2018年12月，此站步行數分鐘便可到達「蓬橋」（YT25）巴士站，但是駛入該巴士站只有平日2往返班次[7]，該巴士站在2019年3月停止使用，再沒有巴士路線停靠。

## 相鄰車站
東日本旅客鐵道（JR東日本）
■上越線
土合－土樽－越後中里

## 注腳
1. ↑  「スキー列車増発」『東京朝日新聞』昭和10年1月11日2面
2. ↑  JR東日本:駅構内図 （页面存档备份，存于）（日語）
3. ↑  「水力発電所データベース 土樽 （页面存档备份，存于）」（日語） 2015年10月20日參閲。
4. ↑  『東京発電（旧・姫川電力）社史』145頁。
5. ↑  JR上越線清水トンネル関連施設群 （页面存档备份，存于）（日語） - 土木學會關東分部，2019年6月24日參閲。
6. ↑  南越後観光バス 六日町・湯沢地区 （页面存档备份，存于）（日語） - 2019年6月24日參閲。
7. ↑  南越後観光バス 六日町・湯沢地区 - 2018年12月27日時点でのアーカイブ

## 外部連結
- 車站資訊（土樽）：東日本旅客鐵道（日語）
- 土樽 上越線 - Abies Research （页面存档备份，存于）（日語）

### 此站周邊地圖
- 國土地理院地圖參閲服務 （页面存档备份，存于） - 土樽站周邊的1/25000地形圖 （页面存档备份，存于）（日語）
- 越後湯澤周邊駕駛指南圖 （页面存档备份，存于）（日語）（Angel Grandia越後中里）
- 越後湯澤 土屋重點地圖 （页面存档备份，存于）（日語）（岩原觀光協會）